# Кривцы (посёлок, Карелия)
Кри́вцы — посёлок в Пудожском районе Республики Карелия. Административный центр Кривецкого сельского поселения.

## География
Посёлок находится на берегу реки Водла, на расстоянии 26 км (по автодорогам) от города Пудож, административного центра района. На западной окраине посёлка — устье реки Сомба.

## История
20 июня 1933 года постановлением Карельского ЦИК в посёлке была закрыта церковь. В 1956 году организован Кривецкий леспромхоз, реорганизованный в конце 1990-х годов в ОАО «Кривцылес». В 1989 году в посёлке проживало 1683 человек.

## Население
| 2002 | 2008  | 2009  | 2010 | 2013 |
| ---- | ----- | ----- | ---- | ---- |
| 1438 | ↘1282 | ↘1241 | ↘900 | ↘798 |

## Улицы
| - ул. Больничная, - ул. Восточная, - ул. Гагарина, - ул. Горького, - ул. Каргопольская, - ул. Котовского, | - ул. Лесная, - пер. Луговой, - ул. Молодёжная, - ул. Октябрьская, - ул. Островского, - ул. Отовозерская, | - ул. Первомайская, - ул. Пионерская, - ул. Пушкина, - ул. Садовая, - ул. Титова, - ул. Центральная. |

## Инфраструктура
В посёлке функционируют общеобразовательная школа, клуб, библиотека, фельдшерский пункт.

## Достопримечательности
В 15 км к югу от посёлка расположен государственный региональный болотный памятник природы — Болото у реки Сомбы площадью 559,0 га, ягодник клюквы.
В 21 км к югу от посёлка расположен государственный региональный болотный памятник природы — Болото Сосновое (Жидкое) площадью 860,0 га, ягодник клюквы.